# Marilia ophthalmica
Marilia ophthalmica là một loài Trichoptera hóa thạch trong họ Odontoceridae.